# II. Ramszesz gyermekeinek listája
II. Ramszesz egyiptomi fáraónak számos gyermeke született – 48-50 fia és 40-53 lánya –, akiket több temploma falán is igyekezett megörökíteni. Két legjelentősebb felesége, Nofertari és Iszetnofret gyermekei közt nyilvánvalóan nem tett különbséget. Az Abu Szimbel-i templomokat Ramszesz, Nofertari és Tuja anyakirályné ábrázolásai mellett a két első főfeleség gyermekeinek képei díszítik. Nofertarin és Iszetnofreten kívül még hat feleség viselte a nagy királyi hitves címet Ramszesz hosszú uralkodása során, kiemelkedve a mellékfeleségek közül: III. Hattuszilisz hettita király két leánya, Maathórnofruré és egy másik, akinek a neve nem maradt fenn; három saját lánya, Bintanath, Meritamon és Nebettaui, valamint Henutmiré, akiről vitatott, hogy a húga vagy a lánya volt. Közülük, úgy tűnik, csak Maathórnofrurétól született gyermeke.

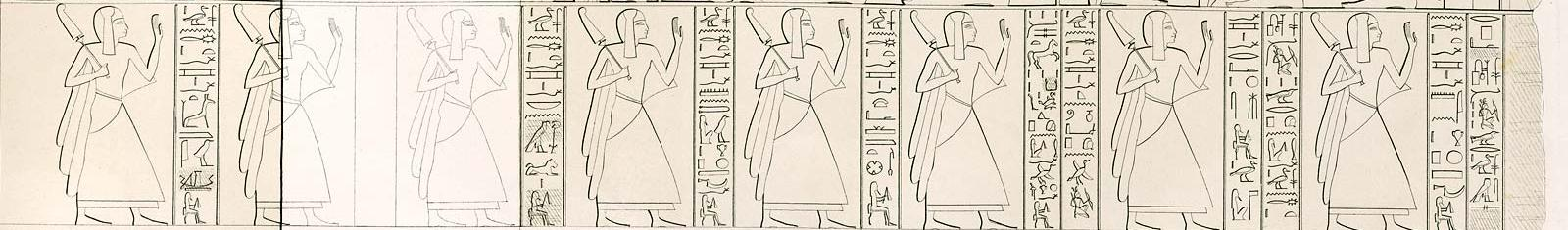
Ramszesz első nyolc fia: Amonherkhopsef, Ramszesz, Paréherwenemef, Haemuaszet, Montuherkhopsef, Nebenharu, Meriamon és Széthemwia. Vádi sz-Szebua-i templom

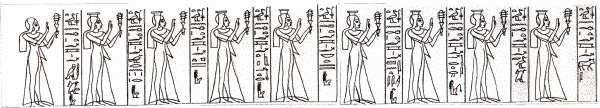
Ramszesz első kilenc lánya: B[intanath], Baketmut, Nofertari, Meritamon, Nebettaui, Iszetnofret, Henuttaui, Werenro és Nedzsemmut. A hercegek és hercegnők ehhez hasonló listákon tűntek föl a legtöbb, Ramszesz által emelt templomban.

Ramszesz gyermekei rendszerint ugyanabban a sorrendben tűnnek fel a képeken (ezek az ún. herceglista és hercegnőlista), melyek többek közt a Ramesszeumban, Luxorban, Vádi esz-Szebuában és Abüdoszban is megörökítik őket (itt eltérő a sorrend, egyesek nem szerepelnek, míg mások csak itt). Ezenkívül néhányuk neve még osztrakonokról, sírokból és máshonnan is ismert. Ramszesz fiai csatajeleneteken is feltűnnek már egész korán; egy részük még Ramszesz trónra kerülése előtt születhetett. Legtöbbjüket a külön a számukra épült Királyok völgye 5. számú sírban temették el.
Az, hogy Ramszesz ennyire igyekezett feltüntetni gyermekeit mindenhol, ellentétben áll azzal a korábbi szokással, hogy a királyi gyermekeket – különösen a fiúkat – amennyiben nem viseltek jelentősebb címet, a háttérben tartották (a XVIII. dinasztia egyes fáraóiról trónra lépésükig gyakorlatilag semmit nem tudni). A hagyománnyal való szakítás feltehetőleg a ramesszida fáraók nem királyi származásának köszönhető; a közemberi származású uralkodóház így próbálhatta státusát növelni.

## Ramszesz fiai
1. Amonherkhopsef („Ámon az ő erős karjával van”), Nofertari fia, trónörökös a 25. évben bekövetkezett haláláig.
2. Ramszesz („Ré gyermeke”), Iszetnofret fia, trónörökös a 25. évtől az 50. évben bekövetkezett haláláig. Jelen volt a kádesi csatában. A KV5-ben temették el.
3. Paréherwenemef („Ré az ő jobb karjával van”), Nofertari második fia. Jelen volt a kádesi csatában, megjelenik az Abu Szimbel-i templom ábrázolásain. Nem töltött be trónörökösi rangot, hamarabb meghalhatott, mint bátyjai.
4. Haemuaszet („Felragyog Thébában”), Iszetnofret fia, „az első egyiptológus”, trónörökös az 55. év körülig
5. Montuherkhopsef vagy Montuherwenemef („Montu az ő erős/jobb karjával van”), egy bubasztiszi sztélé tulajdonosa, egy ma Koppenhágában őrzött szobor őt ábrázolja. Jelen volt a szíriai Dapur ostrománál a 10. évben.
6. Nebenharu („Szíria ura”)
7. Meriamon vagy Ramszesz-Meriamon („Ámon kegyeltje”) jelen volt a kádesi csatát követő győzelemünnepnél és Dapur ostrománál; a KV5-ben temették el, kanópuszedényei darabjait megtalálták.
8. Amonemwia vagy Széthemwia („Ámon/Széth a szent bárkában”) szintén jelen volt Dapur ostrománál. Nevét abban az időben változtathatta meg, amikor Amonherkhopsef, bővebben ott.
9. Széthi („Széthhez tartozó”) szintén jelen volt a kádesi csatát követő győzelmi ünnepségen és Dapur ostrománál. A KV5-be temették el, ahol két kanópuszedényét megtalálták. A temetésre az 53. uralkodási évben került sor. Azonos lehet egy másik Széthivel, akit a Louvre egyik osztrakonja említ. Temetkezési kellékein nevét Szutinak írják.
10. Szetepenré („Ré választottja”) szintén jelen volt Dapur ostrománál.
11. Meriré („Ré kegyeltje”) Nofertari fia volt. Mivel Ramszesz 18. fiát szintén így hívják, az idősebb Meriré korábban meghalhatott, és egy öccsét róla nevezték el (ez előfordul III. Ramszesz uralkodása alatt is).
12. Hórherwenemef („Hórusz az ő jobb karjával van”)
13. Merenptah („Ptah kegyeltje”), Iszetnofret fia, trónörökös az 55. évtől, de facto uralkodó apja utolsó tíz évében, majd Ramszesz utóda a trónon.
14. Amenhotep („Ámon elégedett”)
15. Itamon („Ámon az atya”)
16. Meriatum („Atum kegyeltje”), Nofertari fia, főpap.
17. Nebentaneb/Nebtaneb („Minden föld ura”)
18. Meriré (korábban elhalt, azonos nevű bátyja nevét kapta)
19. Amenemopet („Ámon az Opet-ünnepen”)
20. Szenahtenamon („Ámon teszi őt erőssé”) egy szolgája, Amenmosze Ptahnak és Szahmetnek szentelt fogadalmi plakettje azt sugallja, a herceg Memphiszben élt.
21. Ramszesz-Merenré („Ramszesz, Ré kegyeltje”)
22. Dzsehutimesz/Thotmesz („Thot gyermeke”)
23. Szimontu („Montu fia”) herceg a memphiszi királyi szőlészet felügyelője volt. Felesége, Iriet egy szíriai hajóskapitány, Benanath lánya. Iriet a 42. uralkodási év körül meghalt.
24. Montuemuaszet („Montu Thébában”)
25. Sziamon („Ámon fia”)
26. (Ramszesz)-Sziptah („Ptah fia”) anyja feltehetőleg a Szutereri nevű mellékfeleség volt. A herceg és anyja egy domborműve a Louvre-ban található; a Halottak Könyve egy példánya, melyet ma Firenzében őriznek, az övé lehetett.
27. Montuenhekau

Ramszesz következő fiait már nem lehet sorba állítani, 
- Asztartéherwenemef („Asztarté az ő jobb karjával van”) herceget egy, a Ramesszeumból származó, Medinet Habuban újrafelhasznált kőtömbön láthatjuk. Neve ázsiai kulturális hatást mutat, mint Bintanath és Meheranath neve.
- Geregtaui („A Két Föld békéje”) herceg szintén egy, a Ramesszeumból származó, Medinet Habuban újrafelhasznált kőtömbről ismert.
- Merimontu („Montu kegyeltje”) herceget Vádi esz-Szebuában és Abüdoszban ábrázolják.
- Neben[…] (a név hiányos, „[?] ura”) egy, a kairói Egyiptomi Múzeumban őrzött osztrakonon szerepel.
- [Ramszesz-…]paré az abüdoszi herceglistán a 20.
- Ramszesz-Maatptah („Ptah igazsága”) csak egy levélből ismert, melyben Meriitef, a palota egyik alkalmazottja megszidja, amiért nem válaszol az üzeneteire.
- Ramszesz-Meretmiré a Vádi esz-Szebua-i herceglistán a 48.
- Ramszesz-Meriamon-Nebweben („Ramszesz-Meriamon a ragyogás ura”) nem szerepel a herceglistákon, neve csak koporsójáról ismert.
- Ramszesz-Meriasztarté („Asztarté kegyeltje”) az abüdoszi listán a 26.
- Ramszesz-Merimaat („Maat kegyeltje”) az abüdoszi listán a 25.
- Ramszesz-Meriszéth („Széth kegyeltje”) egy, a Ramesszeumból származó, Medinet Habuban újra felhasznált kőtömbről ismert; Abüdoszban a 23. a hercegek listáján, ezeken kívül megemlítik egy kantíri ajtókereten (ma Hildesheimben), egy Kairóban őrzött ajtón és egy Berlinben őrzött sztélén.
- Ramszesz-Paitnetjer („Ramszesz, az isteni atya”) nevét egy, az Egyiptomi Múzeumban őrzött osztrakonról ismerjük.
- Ramszesz-Sziatum („Ramszesz, Atum fia”) az abüdoszi listán a 19. a sorban.
- Ramszesz-Szihepri („Ramszesz, Heper fia”) az abüdoszi listán a 24.
- (Ramszesz)-Uszerkhepes („Ramszesz erős karú”) az abüdoszi listán a 22.
- Ramszesz-Uszerpehti („Ramszesz erős hatalmú”) feltehetőleg II. Ramszesz fia; egy memphiszi oszloptalapzaton és egy korábban a Fraser-gyűjtemény részét képező plaketten említik.
- Szesneszuen[…] és Szethemhir[…] hercegek neve töredékesen maradt fenn a kairói múzeum osztrakonjain.
- [Széth]emnaht neve egy, a Ramesszeumból származó, Medinet Habuban újra felhasznált kőtömbről és egy qantiri, ma Kairóban őrzött ajtókeretről maradt ránk.
- Sepszemiunu nevét szintén egy, a Ramesszeumból származó, Medinet Habuban újra felhasznált kőtömbről ismerjük.
- Wermaa[…] neve töredékesen maradt fenn egy kairói osztrakonon.

Összesen 48 név, ebből 6 töredékesen.

## Ramszesz lányai
A hercegnők pontos listáját nehezebb felállítani; az első tíz szerepel nagyjából azonos sorrendben mindenhol. Sokuk neve csak Abüdoszban, illetve a Louvre egy osztrakonján maradt fenn. A hat legidősebb lány szobra az Abu Szimbel-i nagyobbik templom homlokzatán is látható, fiútestvéreik közül ide csak a két legidősebb, Amenherkhopsef és Ramszesz került fel (a kisebbik templomon a 4. és 7. lány, illetve az 1., 3., 11. és 16. fiú szerepel). Vitatott, hogy Henutmiré hercegnő-királyné Ramszesz húga vagy lánya volt.
1. Bintanath („Anath leánya”), Iszetnofret lánya, később királyné.
2. Baketmut („Mut szolgálója”), valószínűleg fiatalon meghalt.
3. Nofertari („A legszebb mind közül”), elképzelhető, hogy azonos Amonherkhopsef herceg feleségével és a herceg fia, Széthi anyjával.
4. Meritamon („Ámon kegyeltje”) Nofertari lánya, később királyné, Ramszesz lányai közül a legismertebb.
5. Nebettaui („A Két Föld úrnője”), később királyné.
6. Iszetnofret („A gyönyörű Ízisz”) lehetséges, hogy Merenptah felesége, de az is lehet, hogy azonos nevű unokahúga, Haemuaszet lánya ment hozzá Merenptahhoz. Fennmaradt egy levél, melyben a palota két énekese érdeklődik a hercegnő egészsége felől.
7. Henuttaui („A Két Föld asszonya”) Nofertari lánya.
8. Werenro (Werel)
9. Nedzsemmut („Mut kedves”)
10. Pipui, feltehetőleg azonos a Sejh Abd el-Kurnában újratemetett hercegnők egyikével, egy Iwy nevű hölgy leánya.

A többiek (sokak neve csak töredékesen):
Hercegnők listája Luxorban: Nebetiunet („Dendera úrnője”, 11.), Renpetnefer/Parérenpetnefer („Jó év/évkezdet”, 12.), Merithet (13.), […]heb (talán Anuketemheb?), Nebet[…]h[…]a (14.), Mut-Tuja (15.), Meritptah („Ptah kegyeltje”, 16.)
Hercegnők listája Abüdoszban: Nubher[…] (18.), Szehiritesz (19.), Henut[…] (20.), Meritmihapi („Szeretett, mint Hapi”, 22.), Merititesz („Apja által szeretett”, 23.), Nubemiunu („Arany [=Hathor] Héliopoliszban”, 24.), Henutszehemu („A hatalom úrnője”, 25.), Henutpaher[…] (26.), Nofruré („Ré szépsége”, Maathórnofruré lánya, 31.), Meritnetjer („Az isten kegyeltje”, 32.), […]heszbed (16. a második abüdoszi listán)
Hercegnők listája Vádi esz-Szebuában: Henutparé[…] (58.), Nebetnehat („A szikomorfa úrnője”, 59.)
Hercegnők listája a Louvre osztrakonján: […]taweret („[…] a hatalmas (?)”, 3.), Henuttaneb („Minden föld úrnője”, 4.), Tuja (5.), Henuttades (6.), Hotepenamon („Ámon békéje”, 7.), Nebetimaunedzsem (8.), Henuttamehu („Alsó-Egyiptom asszonya”, 9.), Nebetananas (10.), Szitamon („Ámon leánya”, 11.), Tia-Szitré („Tia, Ré leánya”, 12.), Tuja-Nebettaui („Tuja, a Két Föld úrnője, 13.), Tahát („A ragyogás”, valószínűleg II. Széthi felesége; 14.), Nubemweszhet („Arany [=Hathor] a csarnokban”, 15.)
Egyéb helyekről ismertek:
- Henutmiré hercegnő és nagy királyi hitves, több szobron szerepel, egyes elméletek Ramszesz testvérének tartják.
- Meritré hercegnő és királyné, egy 2020-ban felfedezett taniszi szoborról ismert.[4]

Összesen 45 név, ebből 8 töredékesen.